# Macrohyliota bicolor
Macrohyliota bicolor là một loài bọ cánh cứng trong họ Silvanidae. Loài này được Arrow miêu tả khoa học năm 1901.